# 東京法令出版

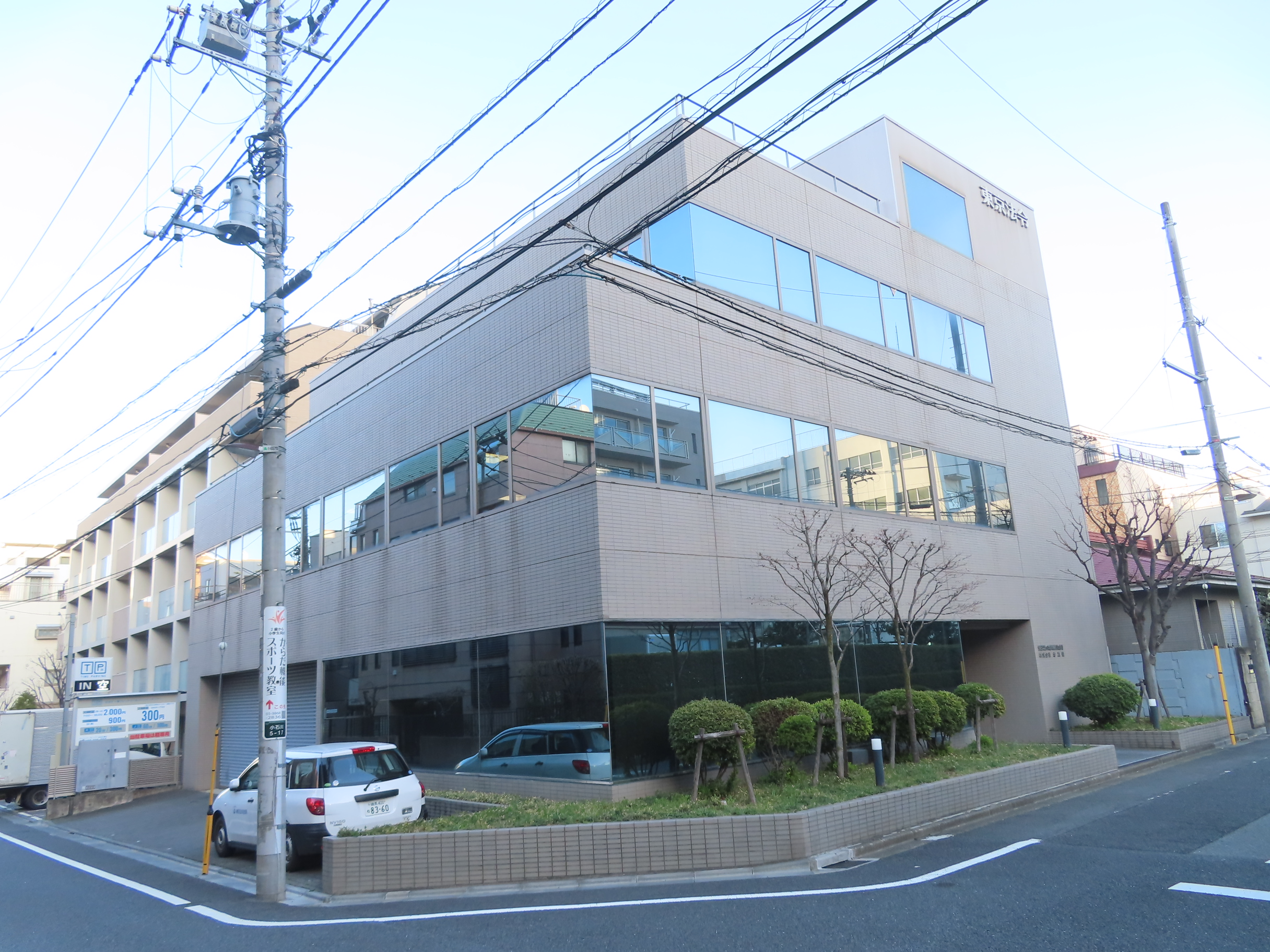
東京本社（東京都文京区）

東京法令出版株式会社（とうきょうほうれいしゅっぱん）は、東京都文京区と長野県長野市に本社がある日本の出版社。略称はとうほう。
各種法規書のほか、警察官・消防士向けの書籍、中学校から高等学校を中心に教育関係の書籍・検定教科書も発行しており、主に社会科分野での教育本が多い。

## 教科書
社会科分野の復習帳を中心に各教科の復習帳も手掛けている。
- 中学校向けには公民、地理、歴史、理科、国語、ワーク、総合学習を発行している。
- 高等学校向けには公民、地理、歴史、国語、家庭科を発行している。また商業科向けの書籍を一橋出版から引き継いでいる。
- 大学・短大・専門学校用にも、図書を発行している。

書名に「ビジュアル」とついた書籍が多い。

## 支社・営業所
- 長野本社

〒380-8688 長野県長野市南千歳町1005
- 東京本社

〒112-0002 東京都文京区小石川五丁目17番3号
- 大阪支社

〒534-0024 大阪府大阪市都島区東野田町一丁目17番12号
- 北海道営業所

〒062-0902 北海道札幌市豊平区豊平2条5-1-27
- 東北営業所

〒980-0012 宮城県仙台市青葉区錦町一丁目1番10号
- 関東営業所

〒112-0002 東京都文京区小石川五丁目17番3号
- 信越営業所

〒381-0022 長野県長野市大豆島3111
- 東海営業所
  - 〒460-0003 愛知県名古屋市中区錦1-6-34
- 関西営業所

〒534-0024 大阪市都島区東野田町一丁目17番12号
- 中国営業所

〒730-0005 広島県広島市中区西白島町11-9
- 九州営業所

〒810-0011 福岡県福岡市中央区高砂二丁目13番22号
- 流通センター

〒381-0022 長野県長野市大豆島3111

## 子会社
- 株式会社学友社（塾教材メーカー 1986年設立）

〒380-0822 長野市南千歳町1005